# 宮崎滔天
宮崎滔天（日语：／ Miyazaki Tōten，1871年1月23日—1922年12月6日）本名寅藏（或作虎藏）。日本熊本縣人，号白浪庵滔天:2668。世以號稱。是一位支持辛亥革命的日本人，孫文的好友。他同时也是一名浪曲師，艺名为桃中軒牛右衛門（とうちゅうけん うしえもん）。

## 生平
1871年出生于玉名郡荒尾村（今熊本县荒尾市），是家里的第八子，也是末子。其父宮崎政賢（宮崎長兵衛）是一位乡士。滔天与其兄长宮崎八郎、宮崎民藏、宮崎彌藏四人，合称为宫崎兄弟。宫崎兄弟自幼跟父亲学习从山東家传来的二天一流劍道刀法。后来，他求学于大江義塾・東京専門学校（今早稻田大学）。在学校中滔天第一次接触自由民權運動的思想，并由此开始关注亚洲的革命运动。少時受日本自由民權思潮熏陶，有俠者風:2668。于同一时期他皈依了基督教。
19世紀90年代起，多次至中國進行調查、採訪:2668。1891年，滔天初到上海。本打算同岩本千綱一起，开始着手暹羅殖民计划。然而，当时的时局非常复杂，日本和清政府的关系愈加紧张，天道教准备组建军队。最终，计划未成功。回国后，他接到外務省的任命，被派去调查中国秘密结社的情况。从而开始了与中国革命党人的联系。
1897年，在日本结识孫中山和陳少白:2668。宮崎滔天將孫之英文著作《倫敦蒙難記》譯成日文，从此以后开始为中国的革命运动提供帮助。后来，中国的革命运动遭受挫折，滔天心灰意冷，拜桃中軒雲右衛門为师，作了一名浪曲作家。但他始终不忘革命事业，一直为同盟会的成立奔走效力。
1898年戊戌政变發生，宮崎曾去香港迎接逃亡中康有为赴日本:2668。
1899年，美菲战争爆发，宮崎滔天在朝野间斡旋，并参与了介入战争的计划。
20世紀初，參與籌劃惠州起義:2668。1900年，袍哥会、三合會及興中會三派联合，发动惠州起义。宮崎前往拜见在新加坡的康有为，劝说其改保皇转而支持孫文革命。却與康有为衝突，而被指控为刺客，受到警方追捕。宮崎滔天随后逃往香港；並配合宣傳同盟會之革命主張:2668。
宮崎滔天曾与孙中山谈及革命事业，高叹在日本国内的计划总是无法实施，加上资金短缺，使得宏伟的政治蓝图总成画饼。
1902年，撰寫自传《三十三年之夢》，介紹孫中山之革命活動:2668，成为研究孫文、辛亥革命和中日关系史的重要资料。本書中之孫文序(原為日文)讚之云：
「宮崎寅藏者，今之俠客。識見高遠，抱負不凡，具懷仁慕義之心，發拯危扶傾之志。日憂黃種陵夷，憫支那削弱。數遊漢土，以訪英賢，欲建不世之奇勳。襄成興亞之大業。聞吾人有再造支那之謀，創興共和之舉，不遠千里相來訂交，期許甚深，勖勵極摯。方之虬髯，誠有過之。惟愧吾人無太宗之資，乏衛公之略；驅馳數載，一事無成，實多負君之厚望。」
1905年，中国同盟会成立，宮崎滔天成为第一批外籍会员。與革命黨人黃興、宋教仁、章炳麟等交往亦密:2668。后来，他的家成了同盟会机关报《民报》的最早发行所。
1911年辛亥革命後:2668，1912年，宮崎曾隨孫中山至南京，参加臨時政府成立典禮:2668。孫就任临时大总统。1913年3月，孫造訪宮崎家，據熊本日日新聞的報導，孫的致詞摘要：「孫文先生來到宮崎家，對其家人和聚集來的荒尾村民發言說，『時隔十七年予重返荒尾村，目睹眼前那熟悉的景致，不勝歡喜。宮崎寅藏君及其過世的兄長彌藏君，均與予有深交。並為吾國之事業而竭盡全力相助。俏若日華（中）兩國的友誼能如吾等之君子之交，予堅信一千年一萬年之後的兩國之友誼，也定會攜手共進，和睦友善。同時也將會不斷促進兩國的發展和為人民造福。對能栽培出如等重仁義道德，為鄰國而傾力心血的宮崎君義士的荒尾村，以及諸眾鄉親等，予將深表謝意。在此諽向平岡村長及各位仁人義士們，表達予之敬佩之念。』致辭之後，一同人士到前庭攝影留念，下午2時30分從該處出發前往萬田坑。」
宫崎寅藏在所著的《孙逸仙其仁如天》一文中说：“若是为了帮助穷苦朋友们，或为了达到革命目的，孙先生是相当敢用钱的。但是他自己的生活却非常朴素而简单，既不喝酒，不玩女人，更不花不必要的钱。有电车的地方，他一定坐电车，就是坐小包车，也是算得很精，从不随便乱花。”
著作編為《宮崎滔天全集》:2668。

## 相关内容
- 桃中軒雲右衛門
- 辛亥革命

### 引用
1. 1 2 3 4 5 6 7 8 9 10 11 12  辭海編輯委員會 (编). . 上海辭書出版社. 1989. ISBN 7532600831.
2. ↑  徐庆全. . 知网文化. 《炎黄春秋》1996年03期.   [2021-11-01]. （原始内容存档于2021-11-05）.